# Zelenitka měděnková
Zelenitka měděnková (Chlorociboria aeruginascens) je saprotrofní druh vřeckovýtrusé houby s charakteristickými zelenomodrými plodnicemi, v mládí ve tvaru talířku, později nepravidelně se deformující. Plodnice se vyskytuje zřídka, častější je zelené až modré zabarvení dřevního podkladu.

## Taxonomie
Druhové jméno je odvozeno z latinských kořenů aerug- („modrozelený“) a ascens („vystupující, stávající se“). Někteří autoři používají označení aeruginescens.

## Popis

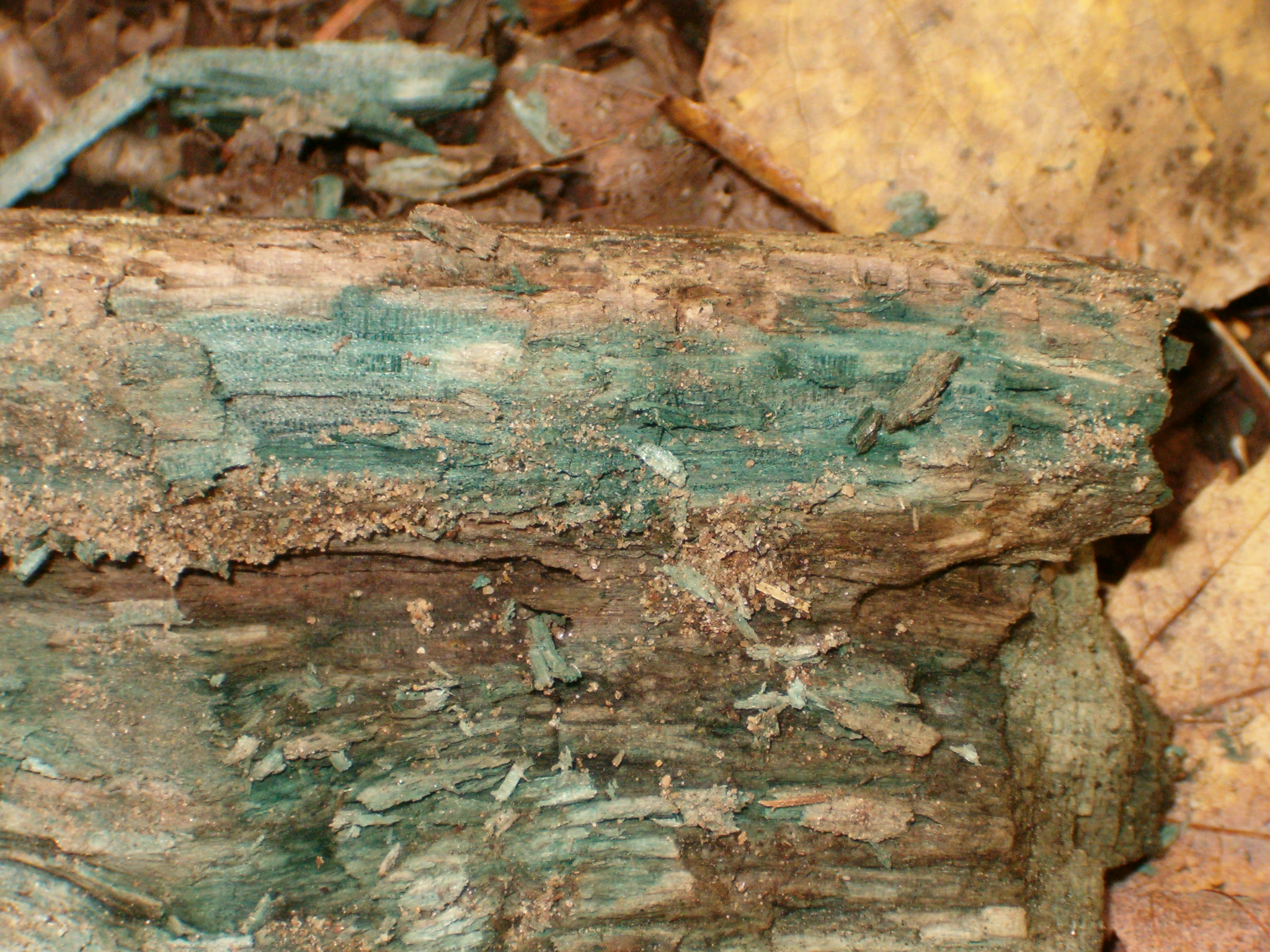
Dřevo zeleně zbarvené houbou C. aeruginascens

Tento druh houby má terčovitý tvar plodnice rostoucí příčně. Plodnice jsou tuhé a veliké 2–10 mm v průměru a tlusté 1 mm, v suchu deformující se do sebe. Spodní strana terče a třeň jsou světlejší, později stejně zbarvené a otrubičnaté. Povrch plodnice má jemný, plstnatý povrch tvořený stočenými nebo rovnými vlákny hyf. Třeň je obvykle menší než 3 mm, s centrálním nebo excentrickým napojením na apothecium. Spory jsou přibližně vřetenovitého tvaru, hladké, bílé barvy, veliké 5–8 × 0,7–2,8 µm. Rozsáhlé parafýzy, které mohou být propletené jsou veliké 55–95 × 1,5–2 µm a nitkovitého tvaru.

## Výskyt
Zelenitka roste na odkorněném dřevě listnatých dřevin, většinou dubu nebo lísky, především na spodní straně. Dřevo kolonizované zelenitkou je přinejmenším nazelenalé myceliem. Zelenitka se hojně vyskytuje v severním mírném pásmu po celý rok.

## Podobné druhy

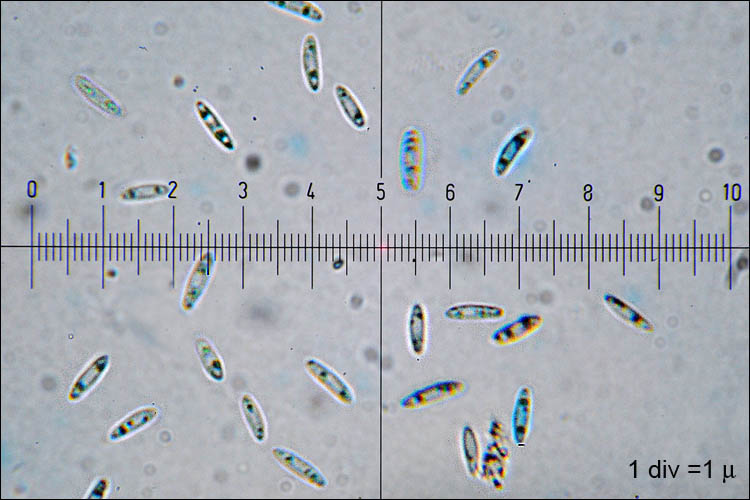
Výtrusy Zelenitky

Tento druh se odlišuje od velmi podobné houby Zelenitky bukové (C. aeruginosa) menšími výtrusy. C. aeruginosa má výtrusy 11,5 × 3 µm a C. aeruginascens 7,5 × 2 µm. Ačkoliv některým autorům se nepodařilo najít mezi těmito druhy podstatný rozdíl, jiné studie potvrzují, že se liší nejen velikostí výtrusů, ale C. aeruginascens má hladké, plstnaté hyfy, oproti drsnějším hyfám C. aeruginosa.

## Zelené dřevo

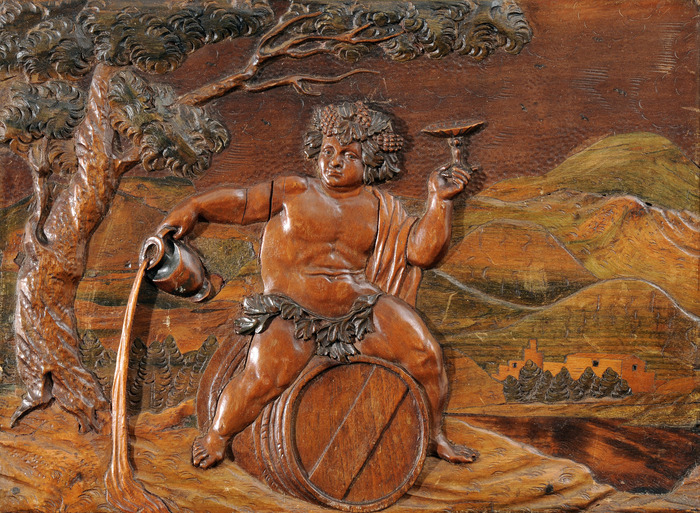
Chebská reliéfní intarzie s použitím zeleného dřeva

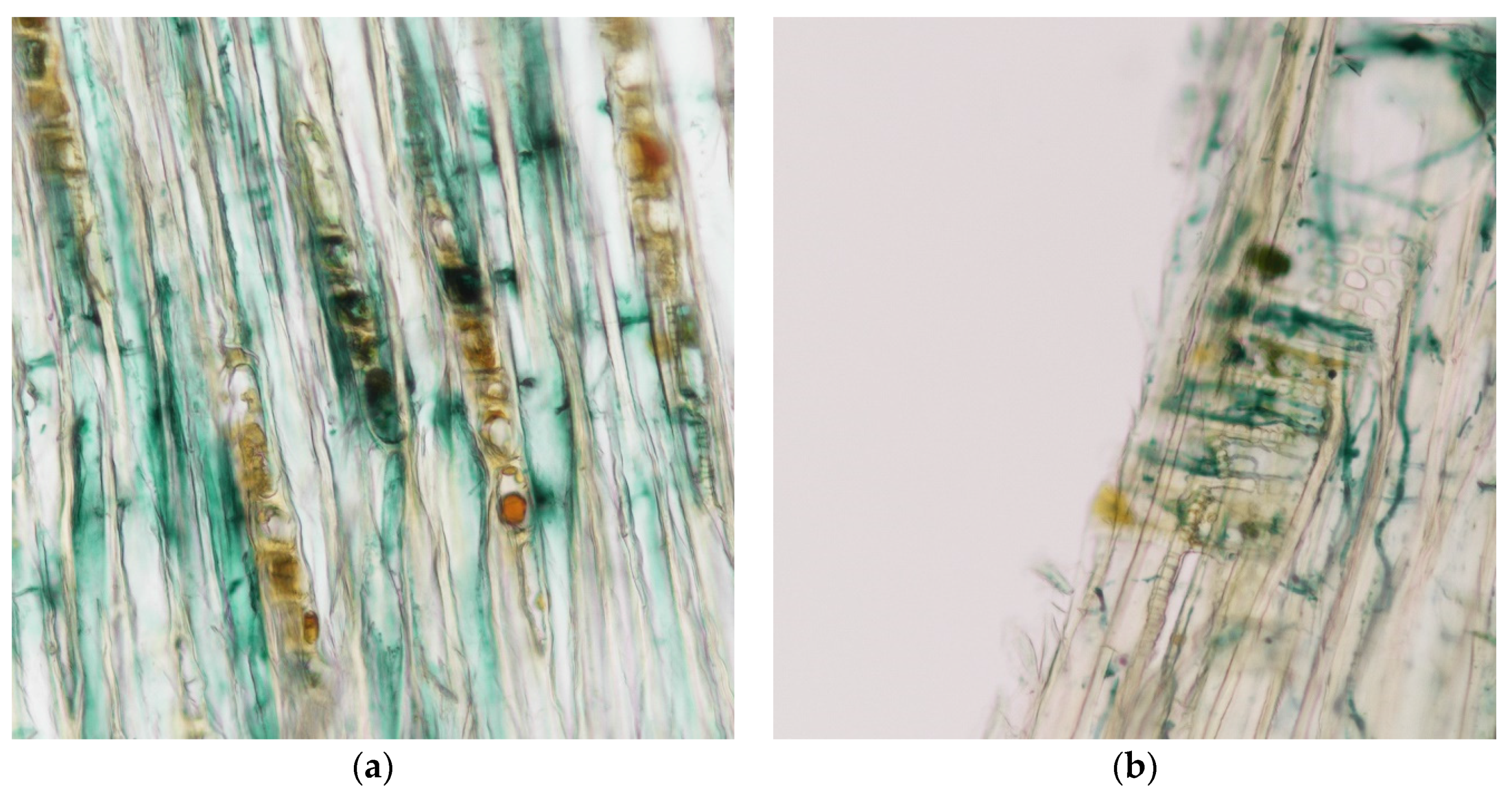
Mikrofotografie buněk topolového dřeva s myceliem zelenitky

Tento druh houby obsahuje pigment xylindein, dimerní derivát naftochinonu, jehož struktura byla stanovena pomocí spektroskopických prostředků v roce 1960 a později potvrzena radiovou krystalografií. Tato látka je zodpovědná za modrozelené, světlostálé zabarvení dřeva označovaného jako „zelené dřevo“. Toho je užíváno při dekoraci intarzií. Použití sahá až do 13. století, často bylo užíváno třeba na intarzovaných panelech Fra Giovanniho da Verona v 15. století. V 18. století byly v anglickém městě Tunbridge Wells s oblibou vyráběny intarzie s tímto dřevem, často i jako ozdoba krabiček.